# Ken Williams
Ken Williams (Evansville, 1954) és un programador de videojocs estatunidenc i cofundador, amb la seva dona Roberta Williams, d'On-Line Systems, que més tard es va convertir en Sierra On-Line. Roberta i Ken es van casar a l'edat de 19 i tenen dos fills. La parella ha estat figures importants en el desenvolupament dels jocs d'aventura gràfica.